# Наслідки російського вторгнення в Україну (з 2022)
З 24 лютого Росія розпочала повномасштабне вторгнення по всій довжині спільного кордону, від Луганська до Чернігова, а також із території Білорусі й окупованого Криму. Російські війська завдають авіаударів по ключових об'єктах військової та цивільної інфраструктури. Руйнують аеродроми, військові частини, нафтобази, заправки, церкви, школи, лікарні, пологові та цілі міста і села України. Вбивають мирне населення. Наносять збитків Україні на трильйони гривень.

## Інфраструктура
Київська школа економіки спільно з Центром економічної стратегії, «Prozorro.Продажі» та іншими партнерами у рамках проєкту «Росія заплатить» провели аналіз та попередній підрахунок збитків, які завдала Росія державі Україна під час повномасштабного вторгнення на її територію. Станом на 17 березня розмір збитків становить 1,8 трлн гривень (62,6 млрд доларів).
Дані розрахунок проекту «Росія заплатить». Це спільна ініціатива KSE Institute, Офісу президента та Міністерства економіки.
| Назва                             | Кількість  | Сума млн. доларів | Примітки        |
| --------------------------------- | ---------- | ----------------- | --------------- |
| Заклади середньої та вищої освіти | 273        | 1,280             | Станом на 17.03 |
| Дитячі садки                      | 124        | 427               | Станом на 17.03 |
| Заклади охорони здоров'я          | 36         | 2,466             | Станом на 17.03 |
| Житлові будинки                   | 1600       | 1,245             | Станом на 17.03 |
| Адміністративні будівлі           | 30         | 492               | Станом на 17.03 |
| Торгово-розважальні центри        | 7          | 120               | Станом на 17.03 |
| Атомні електростанції             | 1          | 2,416             | Станом на 17.03 |
| Заводи та підприємства            | 26         | 643               | Станом на 17.03 |
| Військові аеродроми               | 10         | 390               | Станом на 17.03 |
| ТЕС/ГЕС                           | 7          | 101               | Станом на 17.03 |
| Мости                             | 350        | 12,145            | Станом на 17.03 |
| Залізничні шляхи                  | 5 тис. км  | 7,500             | Станом на 17.03 |
| Залізничні станції                | 47         | 5,592             | Станом на 17.03 |
| Автомобільні дороги               | 15 тис. км | 16,923            | Станом на 17.03 |
| Літак Ан-225 «Мрія»               | 1          | 300               | Станом на 17.03 |

## Втікачі від війни
3,3 мільйони українців покинули Україну в пошуках безпеки за даними Верховного комісара ООН у справах біженців (УВКБ ООН). З 24 лютого, виїхало 3 328 692 українців. Близько 90 відсотків тих, хто покинув Україну, — жінки та діти. Чоловікам від 18 до 60 років заборонено виїжджати з країни через воєнний стан.
Майже 6,5 мільйонів українців є внутрішньо переміщеними особами і перебувають в Україні.
А 162 тисячі громадян третіх країн виїхали з України.
184 тисячі українців прибуло до Росії.
2,5 тисячі до білорусі.
50 тисяч людей з тимчасово окупованих територій Донецької та Луганської областей України (ОРДЛО) прибуло в росію (між 21 та 23 лютого)

## Екологічні наслідки
Вторгнення російських військ та руйнування інфраструктури, до якого воно призвело, стало причиною багатьох екологічних наслідків, а саме випадків забруднення атмосферного повітря, ґрунтів і водойм, підтоплення територій, виведення з ладу значних масивів ріллі, знищення і пошкодження об'єктів природно-заповідного фонду, виникнення лісових пожеж (в тому числі в зоні відчуження ЧАЕС) тощо. Навіть на звільнених територіях наслідки мають продовжувану дію, адже лишаються зруйнованими очисні споруди, джерела забруднення не ліквідовані (від знищеної бронетехніки і до знищених підприємств) а великі площі забруднені продуктами вибухів та не підлягають очищенню.
За попередніми підрахунками, станом на 1 березня 2022 року загалом в зону військової окупації та бойових дій потрапили території 900 об'єктів природно-заповідного фонду (ПЗФ) площею 12406,6 км² (1,24 млн га), що становить близько третини площі природно-заповідного фонду України. Під загрозою знищення знаходяться близько 200 територій Смарагдової мережі площею 2,9 млн га. Українська природоохоронна група повідомила, що військова окупація охопила 44 % найцінніших природоохоронних територій України.